# Condado de San Martín de Hoyos
El condado de San Martín de Hoyos es un título nobiliario español creado el 30 de marzo de 1891 por la reina regente María Cristina, en nombre de su hijo Alfonso XIII, a favor de Andrés Fernández de Henestrosa y Ortiz de Mioño, segundogénito de los condes de Moriana del Río. La dignidad toma su nombre de la localidad cántabra de San Martín de Hoyos, antiguo señorío familiar de cuyos derechos era depositaria la madre del I conde, Rafaela Ortiz de Mioño y Urra, condesa de Moriana y por derecho propio XI marquesa de Cilleruelo.

## Historia

### El señorío de los Hoyos
El señorío de los Hoyos en el valle de Campoo tiene un origen inmemorial, no tenemos constancia de su concesión o fundación, y ya a finales del siglo XV el cronista Lope García de Salazar señala en sus Bienandanzas e fortunas que «el linaje de Oyos, su fundamento fue de Villanueva e poblaron Oyos, cerca de Renosa». El primer trazo documental que nos ha llegado es la constitución de un mayorazgo en 1445 por Gómez García de Hoyos, pariente mayor de la casa y caballerizo mayor del rey Juan II, vinculando los bienes ancestrales de su familia. Se perpetuó así en su descendencia el estado de San Martín de Hoyos, con centro visible en la torre de San Martín de Hoyos, que detentaba la jurisdicción civil y criminal sobre los pueblos de San Martín, Hoyos, el término y coto redondo de La Cuadra y el valle de Valdeprado, además del derecho de martiniega en las villas de Piña y Támara en la Tierra de Campos, el derecho de presentación en las iglesias de San Martín, Hoyos y algunas otras del obispado de Zamora y el alferazgo hereditario de la merindad de Campoo.

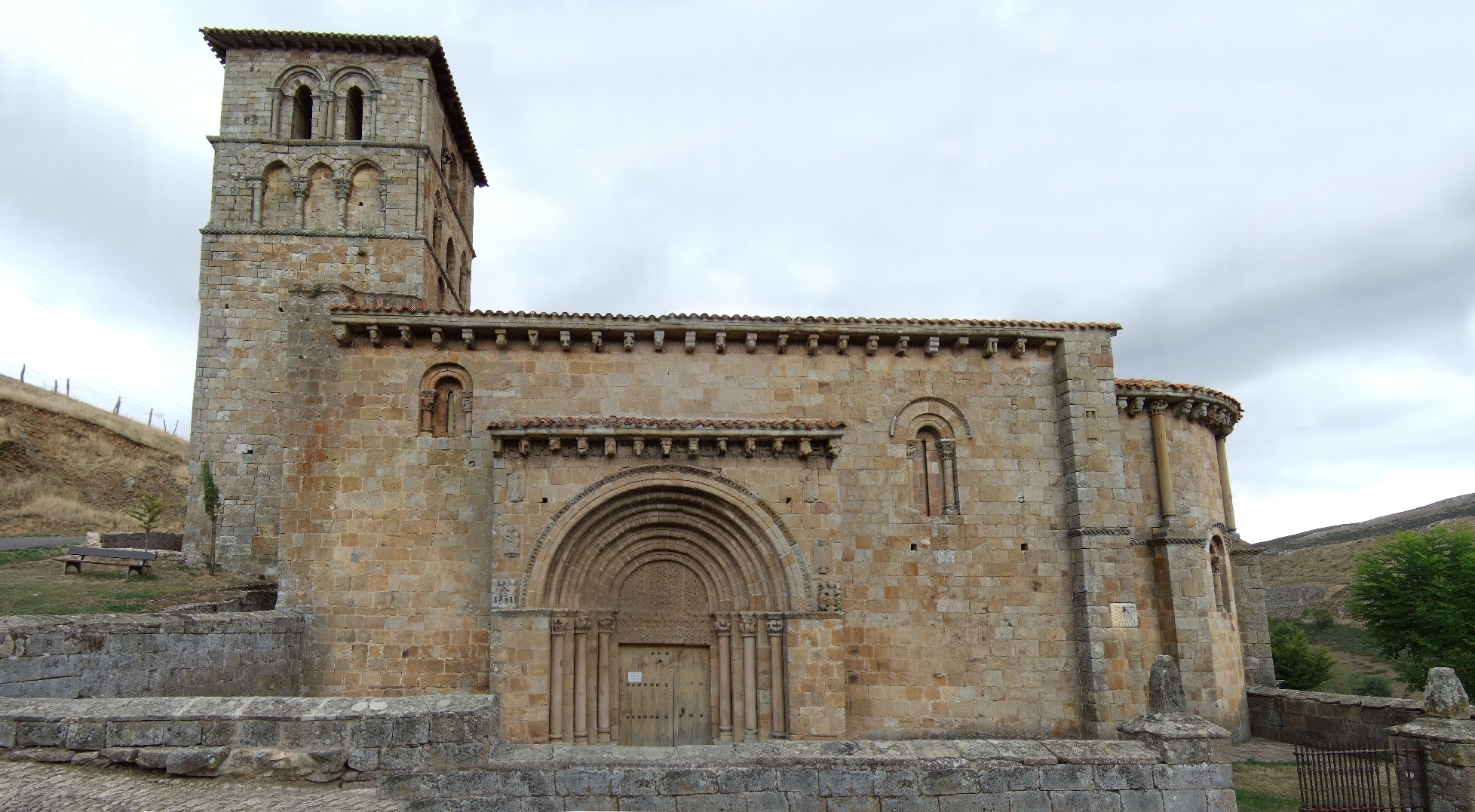
Los señores de San Martín de Hoyos tenían derecho de enterramiento en la capilla mayor de la colegiata de San Pedro de Cervatos. Como titulares del mayorazgo, allí fueron sepultados los condes de Estradas y los marqueses de Cilleruelo hasta bien entrado el siglo XIX.

En el siglo XVI, el señorío pasó por vía de matrimonio a los Solórzano, señores de Solórzano y del condado de Estradas en Ribamontán y después a los Bravo, señores de la casa de Bravo en Sotronca, que lo mantuvieron hasta la muerte en 1681 de Pedro Bravo de Hoyos y Acebedo, a quien heredó su sobrino Gregorio de Mioño y Bravo de Hoyos, señor de la torre de don Bergón en Sámano. Con él entraron en posesión del estado de San Martín de Hoyos los Mioño, que dieron un paso más en la consolidación de la familia al obtener en 1727 la concesión del título de conde sobre su señorío de Estradas, pretensión largamente sostenida por sus antepasados que había suscitado la presentación de varios memoriales a la Corona en distintas épocas. Los condes de Estradas continuaron la política matrimonial de sus predecesores, y sus enlaces con los Bustamante y los Quevedo les reportaron respectivamente los señoríos de San Vicente de León y Los Llares y el título de marqués de Cilleruelo, que antepondrían al propio por ser de mayor antigüedad. Los marqueses de Cilleruelo detentaron el estado de San Martín de Hoyos hasta la  abolición del régimen señorial, culminada en 1837.

### Los condes

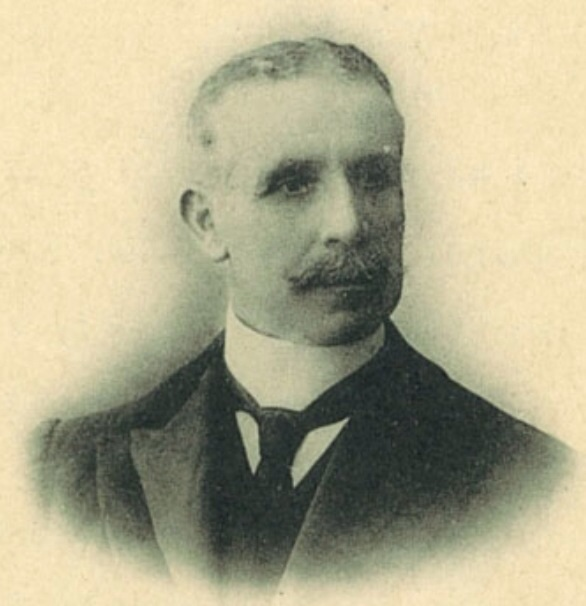
Andrés Fernández de Henestrosa, I conde de San Martín de Hoyos.

El 30 de marzo de 1891, por Real Decreto de la reina regente, Andrés Fernández de Henestrosa y Ortiz de Mioño, hijo segundo de los condes de Moriana, fue creado conde de San Martín de Hoyos, después de haber elevado un memorial a la Corona solicitando se le concediese un título de Castilla en recuerdo del extinto señorío de los Hoyos, que hubiese recaído en su madre la condesa de Moriana, por derecho propio marquesa de Cilleruelo y condesa de Estradas. El conde no llegó a formar una línea propia, pues murió sin casar en 1914, tras sufrir un accidente de tráfico en Las Fraguas, cerca del palacio familiar de los Hornillos.
La sucesora fue su sobrina María Fernández de Henestrosa, hija de su hermano menor el duque de Santo Mauro, que también falleció soltera y sin descencia en 1990. Pasó entonces el título a la marquesa de Santa Cruz, hija de Casilda, la mayor de los hermanos Santo Mauro. Tras la muerte de la marquesa en 2008, su primogénito le sucedió en todos sus títulos, salvo en el condado de San Martín de Hoyos, que fue solicitado por su prima la duquesa de Medinaceli, haciendo valer sus derechos como nieta y heredera del marqués de Camarasa, hermano mayor del I conde. Quedó así incorporado el título a la casa de Medinaceli, pero poco después se anunció que la duquesa había decidido cederlo a su nieto Luis Medina.
La actual condesa de San Martín de Hoyos es la actual Duquesa de Medinaceli  Victoria von Hohenlohe-Langenburg
https://www.boe.es/boe/dias/2017/10/09/pdfs/BOE-A-2017-11556.pdf

## Lista de titulares

### Señores de San Martín de Hoyos
| Titular                                                   | Periodo   |
| --------------------------------------------------------- | --------- |
| Gómez García de Hoyos                                     |           |
| Lope García de Hoyos                                      |           |
| Gómez García de Hoyos y Guzmán                            |           |
| María de Hoyos y Castañeda                                |           |
| Isabel de Hoyos y Castañeda                               |           |
| María Solórzano Hoyos y Castañeda                         |           |
| Pedro Brayo de Hoyos y Solórzano                          |           |
| Juan Bravo de Hoyos y Solórzano Castillo                  |           |
| Melchor Antonio Brayo de Hoyos y Acebedo                  |           |
| Pedro Bravo de Hoyos y Acebedo                            | ¿?-1698   |
| Gregorio de Mioño y Brayo de Hoyos                        | 1698-¿?   |
| Juan Fernando de Mioño Brayo de Hoyos y Solórzano Acebedo |           |
| José Antonio de Mioño Brayo de Hoyos y Castillo Solórzano | ¿?-1770   |
| José Luis de Mioño Brayo de Hoyos y Bustamante            | 1770-1824 |
| José María de Mioño Brayo de Hoyos y Quevedo              | 1824-1837 |

### Condes de San Martín de Hoyos
|     | Titular                                                         | Periodo             |
| --- | --------------------------------------------------------------- | ------------------- |
| I   | Andrés Fernández de Henestrosa y Ortiz de Mioño                 | 1891-1914           |
| II  | María Fernández de Henestrosa y Salabert                        | 1917-1990           |
| III | Casilda de Silva y Fernández de Henestrosa                      | 1992-2008           |
| IV  | Victoria Eugenia Fernández de Córdoba y Fernández de Henestrosa | 2012-2013           |
| V   | Victoria-Elisabeth von Hohenlohe-Langenburg                     | 2017-actual titular |

### Árbol genealógico
| Titulares      |
| -------------- |
| Señores Condes |

|                                                                                                |                                                                                                |                                                                                                |                                                                                                |                                                                                                |                                                                                                |  |  | | | | | | |  |  |                                                                      |                                                                      |                                                                      |                                                                      |                                                                      |                                                                      |  |  | Gómez García de Hoyos                                                                     |                                                                            |                                                                            |                                                                            |                                                                            |                                                                            |  |  | | | | | | |  |  |                                                                              |                                                                              |                                                                              |                                                                              |                                                                              |                                                                              |  |  |                                                                     |                                                                     |                                                                     |                                                                     |                                                                     |                                                                     |  |  |  |  |  |  |  |  |  |  |  |  |  |  |  |  |
|                                                                                                |                                                                                                |                                                                                                |                                                                                                |                                                                                                |                                                                                                |  |  | | | | | | |  |  |                                                                      |                                                                      |                                                                      |                                                                      |                                                                      |                                                                      |  |  |                                                                                           |                                                                            |                                                                            |                                                                            |                                                                            |                                                                            |  |  | | | | | | |  |  |                                                                              |                                                                              |                                                                              |                                                                              |                                                                              |                                                                              |  |  |                                                                     |                                                                     |                                                                     |                                                                     |                                                                     |                                                                     |  |  |  |  |  |  |  |  |  |  |  |  |  |  |  |  |
|                                                                                                |                                                                                                |                                                                                                |                                                                                                |                                                                                                |                                                                                                |  |  | | | | | | |  |  |                                                                      |                                                                      |                                                                      |                                                                      |                                                                      |                                                                      |  |  | Lope de Hoyos                                                                             |                                                                            |                                                                            |                                                                            |                                                                            |                                                                            |  |  | | | | | | |  |  |                                                                              |                                                                              |                                                                              |                                                                              |                                                                              |                                                                              |  |  |                                                                     |                                                                     |                                                                     |                                                                     |                                                                     |                                                                     |  |  |  |  |  |  |  |  |  |  |  |  |  |  |  |  |
|                                                                                                |                                                                                                |                                                                                                |                                                                                                |                                                                                                |                                                                                                |  |  | | | | | | |  |  |                                                                      |                                                                      |                                                                      |                                                                      |                                                                      |                                                                      |  |  |                                                                                           |                                                                            |                                                                            |                                                                            |                                                                            |                                                                            |  |  | | | | | | |  |  |                                                                              |                                                                              |                                                                              |                                                                              |                                                                              |                                                                              |  |  |                                                                     |                                                                     |                                                                     |                                                                     |                                                                     |                                                                     |  |  |  |  |  |  |  |  |  |  |  |  |  |  |  |  |
|                                                                                                |                                                                                                |                                                                                                |                                                                                                |                                                                                                |                                                                                                |  |  | | | | | | |  |  |                                                                      |                                                                      |                                                                      |                                                                      |                                                                      |                                                                      |  |  | Gómez García de Hoyos y Guzmán                                                            |                                                                            |                                                                            |                                                                            |                                                                            |                                                                            |  |  | | | | | | |  |  |                                                                              |                                                                              |                                                                              |                                                                              |                                                                              |                                                                              |  |  |                                                                     |                                                                     |                                                                     |                                                                     |                                                                     |                                                                     |  |  |  |  |  |  |  |  |  |  |  |  |  |  |  |  |
|                                                                                                |                                                                                                |                                                                                                |                                                                                                |                                                                                                |                                                                                                |  |  | | | | | | |  |  |                                                                      |                                                                      |                                                                      |                                                                      |                                                                      |                                                                      |  |  |                                                                                           |                                                                            |                                                                            |                                                                            |                                                                            |                                                                            |  |  | | | | | | |  |  |                                                                              |                                                                              |                                                                              |                                                                              |                                                                              |                                                                              |  |  |                                                                     |                                                                     |                                                                     |                                                                     |                                                                     |                                                                     |  |  |  |  |  |  |  |  |  |  |  |  |  |  |  |  |
|                                                                                                |                                                                                                |                                                                                                |                                                                                                |                                                                                                |                                                                                                |  |  | | | | | | |  |  |                                                                      |                                                                      |                                                                      |                                                                      |                                                                      |                                                                      |  |  | María de Hoyos y Castañeda                                                                |                                                                            |                                                                            |                                                                            |                                                                            |                                                                            |  |  | | | | | | |  |  |                                                                              |                                                                              |                                                                              |                                                                              |                                                                              |                                                                              |  |  |                                                                     |                                                                     |                                                                     |                                                                     |                                                                     |                                                                     |  |  |  |  |  |  |  |  |  |  |  |  |  |  |  |  |
|                                                                                                |                                                                                                |                                                                                                |                                                                                                |                                                                                                |                                                                                                |  |  | | | | | | |  |  |                                                                      |                                                                      |                                                                      |                                                                      |                                                                      |                                                                      |  |  |                                                                                           |                                                                            |                                                                            |                                                                            |                                                                            |                                                                            |  |  | | | | | | |  |  |                                                                              |                                                                              |                                                                              |                                                                              |                                                                              |                                                                              |  |  |                                                                     |                                                                     |                                                                     |                                                                     |                                                                     |                                                                     |  |  |  |  |  |  |  |  |  |  |  |  |  |  |  |  |
|                                                                                                |                                                                                                |                                                                                                |                                                                                                |                                                                                                |                                                                                                |  |  | | | | | | |  |  |                                                                      |                                                                      |                                                                      |                                                                      |                                                                      |                                                                      |  |  | Isabel de Hoyos y Castañeda                                                               |                                                                            |                                                                            |                                                                            |                                                                            |                                                                            |  |  | | | | | | |  |  |                                                                              |                                                                              |                                                                              |                                                                              |                                                                              |                                                                              |  |  |                                                                     |                                                                     |                                                                     |                                                                     |                                                                     |                                                                     |  |  |  |  |  |  |  |  |  |  |  |  |  |  |  |  |
|                                                                                                |                                                                                                |                                                                                                |                                                                                                |                                                                                                |                                                                                                |  |  | | | | | | |  |  |                                                                      |                                                                      |                                                                      |                                                                      |                                                                      |                                                                      |  |  |                                                                                           |                                                                            |                                                                            |                                                                            |                                                                            |                                                                            |  |  | | | | | | |  |  |                                                                              |                                                                              |                                                                              |                                                                              |                                                                              |                                                                              |  |  |                                                                     |                                                                     |                                                                     |                                                                     |                                                                     |                                                                     |  |  |  |  |  |  |  |  |  |  |  |  |  |  |  |  |
|                                                                                                |                                                                                                |                                                                                                |                                                                                                |                                                                                                |                                                                                                |  |  | | | | | | |  |  |                                                                      |                                                                      |                                                                      |                                                                      |                                                                      |                                                                      |  |  | María Solórzano Hoyos y Castañeda                                                         |                                                                            |                                                                            |                                                                            |                                                                            |                                                                            |  |  | | | | | | |  |  |                                                                              |                                                                              |                                                                              |                                                                              |                                                                              |                                                                              |  |  |                                                                     |                                                                     |                                                                     |                                                                     |                                                                     |                                                                     |  |  |  |  |  |  |  |  |  |  |  |  |  |  |  |  |
|                                                                                                |                                                                                                |                                                                                                |                                                                                                |                                                                                                |                                                                                                |  |  | | | | | | |  |  |                                                                      |                                                                      |                                                                      |                                                                      |                                                                      |                                                                      |  |  |                                                                                           |                                                                            |                                                                            |                                                                            |                                                                            |                                                                            |  |  | | | | | | |  |  |                                                                              |                                                                              |                                                                              |                                                                              |                                                                              |                                                                              |  |  |                                                                     |                                                                     |                                                                     |                                                                     |                                                                     |                                                                     |  |  |  |  |  |  |  |  |  |  |  |  |  |  |  |  |
|                                                                                                |                                                                                                |                                                                                                |                                                                                                |                                                                                                |                                                                                                |  |  | | | | | | |  |  |                                                                      |                                                                      |                                                                      |                                                                      |                                                                      |                                                                      |  |  | Pedro Bravo de Hoyos y Solórzano (1575-¿?)                                                |                                                                            |                                                                            |                                                                            |                                                                            |                                                                            |  |  | | | | | | |  |  |                                                                              |                                                                              |                                                                              |                                                                              |                                                                              |                                                                              |  |  |                                                                     |                                                                     |                                                                     |                                                                     |                                                                     |                                                                     |  |  |  |  |  |  |  |  |  |  |  |  |  |  |  |  |
|                                                                                                |                                                                                                |                                                                                                |                                                                                                |                                                                                                |                                                                                                |  |  | | | | | | |  |  |                                                                      |                                                                      |                                                                      |                                                                      |                                                                      |                                                                      |  |  |                                                                                           |                                                                            |                                                                            |                                                                            |                                                                            |                                                                            |  |  | | | | | | |  |  |                                                                              |                                                                              |                                                                              |                                                                              |                                                                              |                                                                              |  |  |                                                                     |                                                                     |                                                                     |                                                                     |                                                                     |                                                                     |  |  |  |  |  |  |  |  |  |  |  |  |  |  |  |  |
|                                                                                                |                                                                                                |                                                                                                |                                                                                                |                                                                                                |                                                                                                |  |  | | | | | | |  |  |                                                                      |                                                                      |                                                                      |                                                                      |                                                                      |                                                                      |  |  | Juan Bravo de Hoyos y Solórzano Castillo                                                  |                                                                            |                                                                            |                                                                            |                                                                            |                                                                            |  |  | | | | | | |  |  |                                                                              |                                                                              |                                                                              |                                                                              |                                                                              |                                                                              |  |  |                                                                     |                                                                     |                                                                     |                                                                     |                                                                     |                                                                     |  |  |  |  |  |  |  |  |  |  |  |  |  |  |  |  |
|                                                                                                |                                                                                                |                                                                                                |                                                                                                |                                                                                                |                                                                                                |  |  | | | | | | |  |  |                                                                      |                                                                      |                                                                      |                                                                      |                                                                      |                                                                      |  |  |                                                                                           |                                                                            |                                                                            |                                                                            |                                                                            |                                                                            |  |  | | | | | | |  |  |                                                                              |                                                                              |                                                                              |                                                                              |                                                                              |                                                                              |  |  |                                                                     |                                                                     |                                                                     |                                                                     |                                                                     |                                                                     |  |  |  |  |  |  |  |  |  |  |  |  |  |  |  |  |
|                                                                                                |                                                                                                |                                                                                                |                                                                                                |                                                                                                |                                                                                                |  |  | | | | | | |  |  |                                                                      |                                                                      |                                                                      |                                                                      |                                                                      |                                                                      |  |  |                                                                                           |                                                                            |                                                                            |                                                                            |                                                                            |                                                                            |  |  | | | | | | |  |  |                                                                              |                                                                              |                                                                              |                                                                              |                                                                              |                                                                              |  |  |                                                                     |                                                                     |                                                                     |                                                                     |                                                                     |                                                                     |  |  |  |  |  |  |  |  |  |  |  |  |  |  |  |  |
|                                                                                                |                                                                                                |                                                                                                |                                                                                                |                                                                                                |                                                                                                |  |  | | | | | | |  |  | Melchor Antonio Bravo de Hoyos y Acebedo (1633-¿?)                   | Melchor Antonio Bravo de Hoyos y Acebedo (1633-¿?)                   | Melchor Antonio Bravo de Hoyos y Acebedo (1633-¿?)                   | Melchor Antonio Bravo de Hoyos y Acebedo (1633-¿?)                   | Melchor Antonio Bravo de Hoyos y Acebedo (1633-¿?)                   | Melchor Antonio Bravo de Hoyos y Acebedo (1633-¿?)                   |  |  | María Bravo de Hoyos y Acebedo († 1691)                                                   | María Bravo de Hoyos y Acebedo († 1691)                                    | María Bravo de Hoyos y Acebedo († 1691)                                    | María Bravo de Hoyos y Acebedo († 1691)                                    | María Bravo de Hoyos y Acebedo († 1691)                                    | María Bravo de Hoyos y Acebedo († 1691)                                    |  |  | Pedro Bravo de Hoyos y Acebedo († 1698)                                                                     | Pedro Bravo de Hoyos y Acebedo († 1698)                                                                     | Pedro Bravo de Hoyos y Acebedo († 1698)                                                                     | Pedro Bravo de Hoyos y Acebedo († 1698)                                                                     | Pedro Bravo de Hoyos y Acebedo († 1698)                                                                     | Pedro Bravo de Hoyos y Acebedo († 1698)                                                                     |  |  |                                                                              |                                                                              |                                                                              |                                                                              |                                                                              |                                                                              |  |  |                                                                     |                                                                     |                                                                     |                                                                     |                                                                     |                                                                     |  |  |  |  |  |  |  |  |  |  |  |  |  |  |  |  |
|                                                                                                |                                                                                                |                                                                                                |                                                                                                |                                                                                                |                                                                                                |  |  | | | | | | |  |  | Melchor Antonio Bravo de Hoyos y Acebedo (1633-¿?)                   | Melchor Antonio Bravo de Hoyos y Acebedo (1633-¿?)                   | Melchor Antonio Bravo de Hoyos y Acebedo (1633-¿?)                   | Melchor Antonio Bravo de Hoyos y Acebedo (1633-¿?)                   | Melchor Antonio Bravo de Hoyos y Acebedo (1633-¿?)                   | Melchor Antonio Bravo de Hoyos y Acebedo (1633-¿?)                   |  |  | María Bravo de Hoyos y Acebedo († 1691)                                                   | María Bravo de Hoyos y Acebedo († 1691)                                    | María Bravo de Hoyos y Acebedo († 1691)                                    | María Bravo de Hoyos y Acebedo († 1691)                                    | María Bravo de Hoyos y Acebedo († 1691)                                    | María Bravo de Hoyos y Acebedo († 1691)                                    |  |  | Pedro Bravo de Hoyos y Acebedo († 1698)                                                                     | Pedro Bravo de Hoyos y Acebedo († 1698)                                                                     | Pedro Bravo de Hoyos y Acebedo († 1698)                                                                     | Pedro Bravo de Hoyos y Acebedo († 1698)                                                                     | Pedro Bravo de Hoyos y Acebedo († 1698)                                                                     | Pedro Bravo de Hoyos y Acebedo († 1698)                                                                     |  |  |                                                                              |                                                                              |                                                                              |                                                                              |                                                                              |                                                                              |  |  |                                                                     |                                                                     |                                                                     |                                                                     |                                                                     |                                                                     |  |  |  |  |  |  |  |  |  |  |  |  |  |  |  |  |
|                                                                                                |                                                                                                |                                                                                                |                                                                                                |                                                                                                |                                                                                                |  |  | | | | | | |  |  |                                                                      |                                                                      |                                                                      |                                                                      |                                                                      |                                                                      |  |  | Gregorio de Mioño y Bravo de Hoyos (1655-¿?)                                              |                                                                            |                                                                            |                                                                            |                                                                            |                                                                            |  |  | | | | | | |  |  |                                                                              |                                                                              |                                                                              |                                                                              |                                                                              |                                                                              |  |  |                                                                     |                                                                     |                                                                     |                                                                     |                                                                     |                                                                     |  |  |  |  |  |  |  |  |  |  |  |  |  |  |  |  |
|                                                                                                |                                                                                                |                                                                                                |                                                                                                |                                                                                                |                                                                                                |  |  | | | | | | |  |  |                                                                      |                                                                      |                                                                      |                                                                      |                                                                      |                                                                      |  |  |                                                                                           |                                                                            |                                                                            |                                                                            |                                                                            |                                                                            |  |  | | | | | | |  |  |                                                                              |                                                                              |                                                                              |                                                                              |                                                                              |                                                                              |  |  |                                                                     |                                                                     |                                                                     |                                                                     |                                                                     |                                                                     |  |  |  |  |  |  |  |  |  |  |  |  |  |  |  |  |
|                                                                                                |                                                                                                |                                                                                                |                                                                                                |                                                                                                |                                                                                                |  |  | | | | | | |  |  |                                                                      |                                                                      |                                                                      |                                                                      |                                                                      |                                                                      |  |  | Juan Fernando de Mioño, I conde de Estradas (1682-¿?)                                     |                                                                            |                                                                            |                                                                            |                                                                            |                                                                            |  |  | | | | | | |  |  |                                                                              |                                                                              |                                                                              |                                                                              |                                                                              |                                                                              |  |  |                                                                     |                                                                     |                                                                     |                                                                     |                                                                     |                                                                     |  |  |  |  |  |  |  |  |  |  |  |  |  |  |  |  |
|                                                                                                |                                                                                                |                                                                                                |                                                                                                |                                                                                                |                                                                                                |  |  | | | | | | |  |  |                                                                      |                                                                      |                                                                      |                                                                      |                                                                      |                                                                      |  |  |                                                                                           |                                                                            |                                                                            |                                                                            |                                                                            |                                                                            |  |  | | | | | | |  |  |                                                                              |                                                                              |                                                                              |                                                                              |                                                                              |                                                                              |  |  |                                                                     |                                                                     |                                                                     |                                                                     |                                                                     |                                                                     |  |  |  |  |  |  |  |  |  |  |  |  |  |  |  |  |
|                                                                                                |                                                                                                |                                                                                                |                                                                                                |                                                                                                |                                                                                                |  |  | | | | | | |  |  |                                                                      |                                                                      |                                                                      |                                                                      |                                                                      |                                                                      |  |  | José Antonio de Mioño, II conde de Estradas (1728-1770)                                   |                                                                            |                                                                            |                                                                            |                                                                            |                                                                            |  |  | | | | | | |  |  |                                                                              |                                                                              |                                                                              |                                                                              |                                                                              |                                                                              |  |  |                                                                     |                                                                     |                                                                     |                                                                     |                                                                     |                                                                     |  |  |  |  |  |  |  |  |  |  |  |  |  |  |  |  |
|                                                                                                |                                                                                                |                                                                                                |                                                                                                |                                                                                                |                                                                                                |  |  | | | | | | |  |  |                                                                      |                                                                      |                                                                      |                                                                      |                                                                      |                                                                      |  |  |                                                                                           |                                                                            |                                                                            |                                                                            |                                                                            |                                                                            |  |  | | | | | | |  |  |                                                                              |                                                                              |                                                                              |                                                                              |                                                                              |                                                                              |  |  |                                                                     |                                                                     |                                                                     |                                                                     |                                                                     |                                                                     |  |  |  |  |  |  |  |  |  |  |  |  |  |  |  |  |
|                                                                                                |                                                                                                |                                                                                                |                                                                                                |                                                                                                |                                                                                                |  |  | | | | | | |  |  |                                                                      |                                                                      |                                                                      |                                                                      |                                                                      |                                                                      |  |  | José Luis de Mioño, III conde de Estradas (1746-1824)                                     |                                                                            |                                                                            |                                                                            |                                                                            |                                                                            |  |  | | | | | | |  |  |                                                                              |                                                                              |                                                                              |                                                                              |                                                                              |                                                                              |  |  |                                                                     |                                                                     |                                                                     |                                                                     |                                                                     |                                                                     |  |  |  |  |  |  |  |  |  |  |  |  |  |  |  |  |
|                                                                                                |                                                                                                |                                                                                                |                                                                                                |                                                                                                |                                                                                                |  |  | | | | | | |  |  |                                                                      |                                                                      |                                                                      |                                                                      |                                                                      |                                                                      |  |  |                                                                                           |                                                                            |                                                                            |                                                                            |                                                                            |                                                                            |  |  | | | | | | |  |  |                                                                              |                                                                              |                                                                              |                                                                              |                                                                              |                                                                              |  |  |                                                                     |                                                                     |                                                                     |                                                                     |                                                                     |                                                                     |  |  |  |  |  |  |  |  |  |  |  |  |  |  |  |  |
|                                                                                                |                                                                                                |                                                                                                |                                                                                                |                                                                                                |                                                                                                |  |  | | | | | | |  |  |                                                                      |                                                                      |                                                                      |                                                                      |                                                                      |                                                                      |  |  |                                                                                           |                                                                            |                                                                            |                                                                            |                                                                            |                                                                            |  |  | | | | | | |  |  |                                                                              |                                                                              |                                                                              |                                                                              |                                                                              |                                                                              |  |  |                                                                     |                                                                     |                                                                     |                                                                     |                                                                     |                                                                     |  |  |  |  |  |  |  |  |  |  |  |  |  |  |  |  |
|                                                                                                |                                                                                                |                                                                                                |                                                                                                |                                                                                                |                                                                                                |  |  | | | | | | |  |  | José María de Mioño, IX marqués de Cilleruelo (1770-1842)            | José María de Mioño, IX marqués de Cilleruelo (1770-1842)            | José María de Mioño, IX marqués de Cilleruelo (1770-1842)            | José María de Mioño, IX marqués de Cilleruelo (1770-1842)            | José María de Mioño, IX marqués de Cilleruelo (1770-1842)            | José María de Mioño, IX marqués de Cilleruelo (1770-1842)            |  |  | Andrés Ortiz de Mioño, X marqués de Cilleruelo (1777-1857)                                | Andrés Ortiz de Mioño, X marqués de Cilleruelo (1777-1857)                 | Andrés Ortiz de Mioño, X marqués de Cilleruelo (1777-1857)                 | Andrés Ortiz de Mioño, X marqués de Cilleruelo (1777-1857)                 | Andrés Ortiz de Mioño, X marqués de Cilleruelo (1777-1857)                 | Andrés Ortiz de Mioño, X marqués de Cilleruelo (1777-1857)                 |  |  | | | | | | |  |  |                                                                              |                                                                              |                                                                              |                                                                              |                                                                              |                                                                              |  |  |                                                                     |                                                                     |                                                                     |                                                                     |                                                                     |                                                                     |  |  |  |  |  |  |  |  |  |  |  |  |  |  |  |  |
|                                                                                                |                                                                                                |                                                                                                |                                                                                                |                                                                                                |                                                                                                |  |  | | | | | | |  |  | José María de Mioño, IX marqués de Cilleruelo (1770-1842)            | José María de Mioño, IX marqués de Cilleruelo (1770-1842)            | José María de Mioño, IX marqués de Cilleruelo (1770-1842)            | José María de Mioño, IX marqués de Cilleruelo (1770-1842)            | José María de Mioño, IX marqués de Cilleruelo (1770-1842)            | José María de Mioño, IX marqués de Cilleruelo (1770-1842)            |  |  | Andrés Ortiz de Mioño, X marqués de Cilleruelo (1777-1857)                                | Andrés Ortiz de Mioño, X marqués de Cilleruelo (1777-1857)                 | Andrés Ortiz de Mioño, X marqués de Cilleruelo (1777-1857)                 | Andrés Ortiz de Mioño, X marqués de Cilleruelo (1777-1857)                 | Andrés Ortiz de Mioño, X marqués de Cilleruelo (1777-1857)                 | Andrés Ortiz de Mioño, X marqués de Cilleruelo (1777-1857)                 |  |  | | | | | | |  |  |                                                                              |                                                                              |                                                                              |                                                                              |                                                                              |                                                                              |  |  |                                                                     |                                                                     |                                                                     |                                                                     |                                                                     |                                                                     |  |  |  |  |  |  |  |  |  |  |  |  |  |  |  |  |
|                                                                                                |                                                                                                |                                                                                                |                                                                                                |                                                                                                |                                                                                                |  |  | | | | | | |  |  |                                                                      |                                                                      |                                                                      |                                                                      |                                                                      |                                                                      |  |  | Rafaela Ortiz de Mioño, condesa de Moriana del Río, XI marquesa de Cilleruelo (1821-1905) |                                                                            |                                                                            |                                                                            |                                                                            |                                                                            |  |  | | | | | | |  |  |                                                                              |                                                                              |                                                                              |                                                                              |                                                                              |                                                                              |  |  |                                                                     |                                                                     |                                                                     |                                                                     |                                                                     |                                                                     |  |  |  |  |  |  |  |  |  |  |  |  |  |  |  |  |
|                                                                                                |                                                                                                |                                                                                                |                                                                                                |                                                                                                |                                                                                                |  |  | | | | | | |  |  |                                                                      |                                                                      |                                                                      |                                                                      |                                                                      |                                                                      |  |  |                                                                                           |                                                                            |                                                                            |                                                                            |                                                                            |                                                                            |  |  | | | | | | |  |  |                                                                              |                                                                              |                                                                              |                                                                              |                                                                              |                                                                              |  |  |                                                                     |                                                                     |                                                                     |                                                                     |                                                                     |                                                                     |  |  |  |  |  |  |  |  |  |  |  |  |  |  |  |  |
|                                                                                                |                                                                                                |                                                                                                |                                                                                                |                                                                                                |                                                                                                |  |  | | | | | | |  |  |                                                                      |                                                                      |                                                                      |                                                                      |                                                                      |                                                                      |  |  |                                                                                           |                                                                            |                                                                            |                                                                            |                                                                            |                                                                            |  |  | | | | | | |  |  |                                                                              |                                                                              |                                                                              |                                                                              |                                                                              |                                                                              |  |  |                                                                     |                                                                     |                                                                     |                                                                     |                                                                     |                                                                     |  |  |  |  |  |  |  |  |  |  |  |  |  |  |  |  |
|                                                                                                |                                                                                                |                                                                                                |                                                                                                |                                                                                                |                                                                                                |  |  | Ignacio Fernández de Henestrosa, marqués de Camarasa, X conde de Moriana del Río (1851-1934)                      | Ignacio Fernández de Henestrosa, marqués de Camarasa, X conde de Moriana del Río (1851-1934)                      | Ignacio Fernández de Henestrosa, marqués de Camarasa, X conde de Moriana del Río (1851-1934)                      | Ignacio Fernández de Henestrosa, marqués de Camarasa, X conde de Moriana del Río (1851-1934)                      | Ignacio Fernández de Henestrosa, marqués de Camarasa, X conde de Moriana del Río (1851-1934)                      | Ignacio Fernández de Henestrosa, marqués de Camarasa, X conde de Moriana del Río (1851-1934)                      |  |  |                                                                      |                                                                      |                                                                      |                                                                      |                                                                      |                                                                      |  |  | Andrés Fernández de Henestrosa, I conde de San Martín de Hoyos (1852-1914)                | Andrés Fernández de Henestrosa, I conde de San Martín de Hoyos (1852-1914) | Andrés Fernández de Henestrosa, I conde de San Martín de Hoyos (1852-1914) | Andrés Fernández de Henestrosa, I conde de San Martín de Hoyos (1852-1914) | Andrés Fernández de Henestrosa, I conde de San Martín de Hoyos (1852-1914) | Andrés Fernández de Henestrosa, I conde de San Martín de Hoyos (1852-1914) |  |  | | | | | | |  |  | Mariano Fernández de Henestrosa, I duque de Santo Mauro (1858-1919)          | Mariano Fernández de Henestrosa, I duque de Santo Mauro (1858-1919)          | Mariano Fernández de Henestrosa, I duque de Santo Mauro (1858-1919)          | Mariano Fernández de Henestrosa, I duque de Santo Mauro (1858-1919)          | Mariano Fernández de Henestrosa, I duque de Santo Mauro (1858-1919)          | Mariano Fernández de Henestrosa, I duque de Santo Mauro (1858-1919)          |  |  |                                                                     |                                                                     |                                                                     |                                                                     |                                                                     |                                                                     |  |  |  |  |  |  |  |  |  |  |  |  |  |  |  |  |
|                                                                                                |                                                                                                |                                                                                                |                                                                                                |                                                                                                |                                                                                                |  |  | Ignacio Fernández de Henestrosa, marqués de Camarasa, X conde de Moriana del Río (1851-1934)                      | Ignacio Fernández de Henestrosa, marqués de Camarasa, X conde de Moriana del Río (1851-1934)                      | Ignacio Fernández de Henestrosa, marqués de Camarasa, X conde de Moriana del Río (1851-1934)                      | Ignacio Fernández de Henestrosa, marqués de Camarasa, X conde de Moriana del Río (1851-1934)                      | Ignacio Fernández de Henestrosa, marqués de Camarasa, X conde de Moriana del Río (1851-1934)                      | Ignacio Fernández de Henestrosa, marqués de Camarasa, X conde de Moriana del Río (1851-1934)                      |  |  |                                                                      |                                                                      |                                                                      |                                                                      |                                                                      |                                                                      |  |  | Andrés Fernández de Henestrosa, I conde de San Martín de Hoyos (1852-1914)                | Andrés Fernández de Henestrosa, I conde de San Martín de Hoyos (1852-1914) | Andrés Fernández de Henestrosa, I conde de San Martín de Hoyos (1852-1914) | Andrés Fernández de Henestrosa, I conde de San Martín de Hoyos (1852-1914) | Andrés Fernández de Henestrosa, I conde de San Martín de Hoyos (1852-1914) | Andrés Fernández de Henestrosa, I conde de San Martín de Hoyos (1852-1914) |  |  | | | | | | |  |  | Mariano Fernández de Henestrosa, I duque de Santo Mauro (1858-1919)          | Mariano Fernández de Henestrosa, I duque de Santo Mauro (1858-1919)          | Mariano Fernández de Henestrosa, I duque de Santo Mauro (1858-1919)          | Mariano Fernández de Henestrosa, I duque de Santo Mauro (1858-1919)          | Mariano Fernández de Henestrosa, I duque de Santo Mauro (1858-1919)          | Mariano Fernández de Henestrosa, I duque de Santo Mauro (1858-1919)          |  |  |                                                                     |                                                                     |                                                                     |                                                                     |                                                                     |                                                                     |  |  |  |  |  |  |  |  |  |  |  |  |  |  |  |  |
|                                                                                                |                                                                                                |                                                                                                |                                                                                                |                                                                                                |                                                                                                |  |  | | | | | | |  |  |                                                                      |                                                                      |                                                                      |                                                                      |                                                                      |                                                                      |  |  |                                                                                           |                                                                            |                                                                            |                                                                            |                                                                            |                                                                            |  |  | | | | | | |  |  |                                                                              |                                                                              |                                                                              |                                                                              |                                                                              |                                                                              |  |  |                                                                     |                                                                     |                                                                     |                                                                     |                                                                     |                                                                     |  |  |  |  |  |  |  |  |  |  |  |  |  |  |  |  |
|                                                                                                |                                                                                                |                                                                                                |                                                                                                |                                                                                                |                                                                                                |  |  | Ana María Fernández de Henestrosa, duquesa de Medinaceli (1879-1938)                                              | Ana María Fernández de Henestrosa, duquesa de Medinaceli (1879-1938)                                              | Ana María Fernández de Henestrosa, duquesa de Medinaceli (1879-1938)                                              | Ana María Fernández de Henestrosa, duquesa de Medinaceli (1879-1938)                                              | Ana María Fernández de Henestrosa, duquesa de Medinaceli (1879-1938)                                              | Ana María Fernández de Henestrosa, duquesa de Medinaceli (1879-1938)                                              |  |  | Ignacio Fernández de Henestrosa, XVI marqués de Camarasa (1880-1948) | Ignacio Fernández de Henestrosa, XVI marqués de Camarasa (1880-1948) | Ignacio Fernández de Henestrosa, XVI marqués de Camarasa (1880-1948) | Ignacio Fernández de Henestrosa, XVI marqués de Camarasa (1880-1948) | Ignacio Fernández de Henestrosa, XVI marqués de Camarasa (1880-1948) | Ignacio Fernández de Henestrosa, XVI marqués de Camarasa (1880-1948) |  |  |                                                                                           |                                                                            |                                                                            |                                                                            |                                                                            |                                                                            |  |  | Casilda Fernández de Henestrosa, marquesa de Santa Cruz, III duquesa de Santo Mauro (1888-1987)             | Casilda Fernández de Henestrosa, marquesa de Santa Cruz, III duquesa de Santo Mauro (1888-1987)             | Casilda Fernández de Henestrosa, marquesa de Santa Cruz, III duquesa de Santo Mauro (1888-1987)             | Casilda Fernández de Henestrosa, marquesa de Santa Cruz, III duquesa de Santo Mauro (1888-1987)             | Casilda Fernández de Henestrosa, marquesa de Santa Cruz, III duquesa de Santo Mauro (1888-1987)             | Casilda Fernández de Henestrosa, marquesa de Santa Cruz, III duquesa de Santo Mauro (1888-1987)             |  |  | María Fernández de Henestrosa, II condesa de San Martín de Hoyos (1894-1990) | María Fernández de Henestrosa, II condesa de San Martín de Hoyos (1894-1990) | María Fernández de Henestrosa, II condesa de San Martín de Hoyos (1894-1990) | María Fernández de Henestrosa, II condesa de San Martín de Hoyos (1894-1990) | María Fernández de Henestrosa, II condesa de San Martín de Hoyos (1894-1990) | María Fernández de Henestrosa, II condesa de San Martín de Hoyos (1894-1990) |  |  | Rafael Fernández de Henestrosa, II duque de Santo Mauro (1895-1936) | Rafael Fernández de Henestrosa, II duque de Santo Mauro (1895-1936) | Rafael Fernández de Henestrosa, II duque de Santo Mauro (1895-1936) | Rafael Fernández de Henestrosa, II duque de Santo Mauro (1895-1936) | Rafael Fernández de Henestrosa, II duque de Santo Mauro (1895-1936) | Rafael Fernández de Henestrosa, II duque de Santo Mauro (1895-1936) |  |  |  |  |  |  |  |  |  |  |  |  |  |  |  |  |
|                                                                                                |                                                                                                |                                                                                                |                                                                                                |                                                                                                |                                                                                                |  |  | Ana María Fernández de Henestrosa, duquesa de Medinaceli (1879-1938)                                              | Ana María Fernández de Henestrosa, duquesa de Medinaceli (1879-1938)                                              | Ana María Fernández de Henestrosa, duquesa de Medinaceli (1879-1938)                                              | Ana María Fernández de Henestrosa, duquesa de Medinaceli (1879-1938)                                              | Ana María Fernández de Henestrosa, duquesa de Medinaceli (1879-1938)                                              | Ana María Fernández de Henestrosa, duquesa de Medinaceli (1879-1938)                                              |  |  | Ignacio Fernández de Henestrosa, XVI marqués de Camarasa (1880-1948) | Ignacio Fernández de Henestrosa, XVI marqués de Camarasa (1880-1948) | Ignacio Fernández de Henestrosa, XVI marqués de Camarasa (1880-1948) | Ignacio Fernández de Henestrosa, XVI marqués de Camarasa (1880-1948) | Ignacio Fernández de Henestrosa, XVI marqués de Camarasa (1880-1948) | Ignacio Fernández de Henestrosa, XVI marqués de Camarasa (1880-1948) |  |  |                                                                                           |                                                                            |                                                                            |                                                                            |                                                                            |                                                                            |  |  | Casilda Fernández de Henestrosa, marquesa de Santa Cruz, III duquesa de Santo Mauro (1888-1987)             | Casilda Fernández de Henestrosa, marquesa de Santa Cruz, III duquesa de Santo Mauro (1888-1987)             | Casilda Fernández de Henestrosa, marquesa de Santa Cruz, III duquesa de Santo Mauro (1888-1987)             | Casilda Fernández de Henestrosa, marquesa de Santa Cruz, III duquesa de Santo Mauro (1888-1987)             | Casilda Fernández de Henestrosa, marquesa de Santa Cruz, III duquesa de Santo Mauro (1888-1987)             | Casilda Fernández de Henestrosa, marquesa de Santa Cruz, III duquesa de Santo Mauro (1888-1987)             |  |  | María Fernández de Henestrosa, II condesa de San Martín de Hoyos (1894-1990) | María Fernández de Henestrosa, II condesa de San Martín de Hoyos (1894-1990) | María Fernández de Henestrosa, II condesa de San Martín de Hoyos (1894-1990) | María Fernández de Henestrosa, II condesa de San Martín de Hoyos (1894-1990) | María Fernández de Henestrosa, II condesa de San Martín de Hoyos (1894-1990) | María Fernández de Henestrosa, II condesa de San Martín de Hoyos (1894-1990) |  |  | Rafael Fernández de Henestrosa, II duque de Santo Mauro (1895-1936) | Rafael Fernández de Henestrosa, II duque de Santo Mauro (1895-1936) | Rafael Fernández de Henestrosa, II duque de Santo Mauro (1895-1936) | Rafael Fernández de Henestrosa, II duque de Santo Mauro (1895-1936) | Rafael Fernández de Henestrosa, II duque de Santo Mauro (1895-1936) | Rafael Fernández de Henestrosa, II duque de Santo Mauro (1895-1936) |  |  |  |  |  |  |  |  |  |  |  |  |  |  |  |  |
|                                                                                                |                                                                                                |                                                                                                |                                                                                                |                                                                                                |                                                                                                |  |  | Victoria Eugenia Fernández de Córdoba, XVIII duquesa de Medinaceli, IV condesa de San Martín de Hoyos (1917-2013) | Victoria Eugenia Fernández de Córdoba, XVIII duquesa de Medinaceli, IV condesa de San Martín de Hoyos (1917-2013) | Victoria Eugenia Fernández de Córdoba, XVIII duquesa de Medinaceli, IV condesa de San Martín de Hoyos (1917-2013) | Victoria Eugenia Fernández de Córdoba, XVIII duquesa de Medinaceli, IV condesa de San Martín de Hoyos (1917-2013) | Victoria Eugenia Fernández de Córdoba, XVIII duquesa de Medinaceli, IV condesa de San Martín de Hoyos (1917-2013) | Victoria Eugenia Fernández de Córdoba, XVIII duquesa de Medinaceli, IV condesa de San Martín de Hoyos (1917-2013) |  |  |                                                                      |                                                                      |                                                                      |                                                                      |                                                                      |                                                                      |  |  |                                                                                           |                                                                            |                                                                            |                                                                            |                                                                            |                                                                            |  |  | Casilda de Silva, XIV marquesa de Santa Cruz, III condesa de San Martín de Hoyos (1914-2008)                | Casilda de Silva, XIV marquesa de Santa Cruz, III condesa de San Martín de Hoyos (1914-2008)                | Casilda de Silva, XIV marquesa de Santa Cruz, III condesa de San Martín de Hoyos (1914-2008)                | Casilda de Silva, XIV marquesa de Santa Cruz, III condesa de San Martín de Hoyos (1914-2008)                | Casilda de Silva, XIV marquesa de Santa Cruz, III condesa de San Martín de Hoyos (1914-2008)                | Casilda de Silva, XIV marquesa de Santa Cruz, III condesa de San Martín de Hoyos (1914-2008)                |  |  |                                                                              |                                                                              |                                                                              |                                                                              |                                                                              |                                                                              |  |  |                                                                     |                                                                     |                                                                     |                                                                     |                                                                     |                                                                     |  |  |  |  |  |  |  |  |  |  |  |  |  |  |  |  |
|                                                                                                |                                                                                                |                                                                                                |                                                                                                |                                                                                                |                                                                                                |  |  | Victoria Eugenia Fernández de Córdoba, XVIII duquesa de Medinaceli, IV condesa de San Martín de Hoyos (1917-2013) | Victoria Eugenia Fernández de Córdoba, XVIII duquesa de Medinaceli, IV condesa de San Martín de Hoyos (1917-2013) | Victoria Eugenia Fernández de Córdoba, XVIII duquesa de Medinaceli, IV condesa de San Martín de Hoyos (1917-2013) | Victoria Eugenia Fernández de Córdoba, XVIII duquesa de Medinaceli, IV condesa de San Martín de Hoyos (1917-2013) | Victoria Eugenia Fernández de Córdoba, XVIII duquesa de Medinaceli, IV condesa de San Martín de Hoyos (1917-2013) | Victoria Eugenia Fernández de Córdoba, XVIII duquesa de Medinaceli, IV condesa de San Martín de Hoyos (1917-2013) |  |  |                                                                      |                                                                      |                                                                      |                                                                      |                                                                      |                                                                      |  |  |                                                                                           |                                                                            |                                                                            |                                                                            |                                                                            |                                                                            |  |  | Casilda de Silva, XIV marquesa de Santa Cruz, III condesa de San Martín de Hoyos (1914-2008)                | Casilda de Silva, XIV marquesa de Santa Cruz, III condesa de San Martín de Hoyos (1914-2008)                | Casilda de Silva, XIV marquesa de Santa Cruz, III condesa de San Martín de Hoyos (1914-2008)                | Casilda de Silva, XIV marquesa de Santa Cruz, III condesa de San Martín de Hoyos (1914-2008)                | Casilda de Silva, XIV marquesa de Santa Cruz, III condesa de San Martín de Hoyos (1914-2008)                | Casilda de Silva, XIV marquesa de Santa Cruz, III condesa de San Martín de Hoyos (1914-2008)                |  |  |                                                                              |                                                                              |                                                                              |                                                                              |                                                                              |                                                                              |  |  |                                                                     |                                                                     |                                                                     |                                                                     |                                                                     |                                                                     |  |  |  |  |  |  |  |  |  |  |  |  |  |  |  |  |
|                                                                                                |                                                                                                |                                                                                                |                                                                                                |                                                                                                |                                                                                                |  |  | | | | | | |  |  |                                                                      |                                                                      |                                                                      |                                                                      |                                                                      |                                                                      |  |  |                                                                                           |                                                                            |                                                                            |                                                                            |                                                                            |                                                                            |  |  | | | | | | |  |  |                                                                              |                                                                              |                                                                              |                                                                              |                                                                              |                                                                              |  |  |                                                                     |                                                                     |                                                                     |                                                                     |                                                                     |                                                                     |  |  |  |  |  |  |  |  |  |  |  |  |  |  |  |  |
| Ana de Medina, IX condesa de Ofalia (1940-2012)                                                | Ana de Medina, IX condesa de Ofalia (1940-2012)                                                | Ana de Medina, IX condesa de Ofalia (1940-2012)                                                | Ana de Medina, IX condesa de Ofalia (1940-2012)                                                | Ana de Medina, IX condesa de Ofalia (1940-2012)                                                | Ana de Medina, IX condesa de Ofalia (1940-2012)                                                |  |  | Rafael de Medina, XIX duque de Feria (1942-2001)                                                                  | Rafael de Medina, XIX duque de Feria (1942-2001)                                                                  | Rafael de Medina, XIX duque de Feria (1942-2001)                                                                  | Rafael de Medina, XIX duque de Feria (1942-2001)                                                                  | Rafael de Medina, XIX duque de Feria (1942-2001)                                                                  | Rafael de Medina, XIX duque de Feria (1942-2001)                                                                  |  |  |                                                                      |                                                                      |                                                                      |                                                                      |                                                                      |                                                                      |  |  |                                                                                           |                                                                            |                                                                            |                                                                            |                                                                            |                                                                            |  |  | Álvaro Fernández-Villaverde, XV marqués de Santa Cruz (n.1943) Con sucesión en los marqueses de Santa Cruz. | Álvaro Fernández-Villaverde, XV marqués de Santa Cruz (n.1943) Con sucesión en los marqueses de Santa Cruz. | Álvaro Fernández-Villaverde, XV marqués de Santa Cruz (n.1943) Con sucesión en los marqueses de Santa Cruz. | Álvaro Fernández-Villaverde, XV marqués de Santa Cruz (n.1943) Con sucesión en los marqueses de Santa Cruz. | Álvaro Fernández-Villaverde, XV marqués de Santa Cruz (n.1943) Con sucesión en los marqueses de Santa Cruz. | Álvaro Fernández-Villaverde, XV marqués de Santa Cruz (n.1943) Con sucesión en los marqueses de Santa Cruz. |  |  |                                                                              |                                                                              |                                                                              |                                                                              |                                                                              |                                                                              |  |  |                                                                     |                                                                     |                                                                     |                                                                     |                                                                     |                                                                     |  |  |  |  |  |  |  |  |  |  |  |  |  |  |  |  |
| Ana de Medina, IX condesa de Ofalia (1940-2012)                                                | Ana de Medina, IX condesa de Ofalia (1940-2012)                                                | Ana de Medina, IX condesa de Ofalia (1940-2012)                                                | Ana de Medina, IX condesa de Ofalia (1940-2012)                                                | Ana de Medina, IX condesa de Ofalia (1940-2012)                                                | Ana de Medina, IX condesa de Ofalia (1940-2012)                                                |  |  | Rafael de Medina, XIX duque de Feria (1942-2001)                                                                  | Rafael de Medina, XIX duque de Feria (1942-2001)                                                                  | Rafael de Medina, XIX duque de Feria (1942-2001)                                                                  | Rafael de Medina, XIX duque de Feria (1942-2001)                                                                  | Rafael de Medina, XIX duque de Feria (1942-2001)                                                                  | Rafael de Medina, XIX duque de Feria (1942-2001)                                                                  |  |  |                                                                      |                                                                      |                                                                      |                                                                      |                                                                      |                                                                      |  |  |                                                                                           |                                                                            |                                                                            |                                                                            |                                                                            |                                                                            |  |  | Álvaro Fernández-Villaverde, XV marqués de Santa Cruz (n.1943) Con sucesión en los marqueses de Santa Cruz. | Álvaro Fernández-Villaverde, XV marqués de Santa Cruz (n.1943) Con sucesión en los marqueses de Santa Cruz. | Álvaro Fernández-Villaverde, XV marqués de Santa Cruz (n.1943) Con sucesión en los marqueses de Santa Cruz. | Álvaro Fernández-Villaverde, XV marqués de Santa Cruz (n.1943) Con sucesión en los marqueses de Santa Cruz. | Álvaro Fernández-Villaverde, XV marqués de Santa Cruz (n.1943) Con sucesión en los marqueses de Santa Cruz. | Álvaro Fernández-Villaverde, XV marqués de Santa Cruz (n.1943) Con sucesión en los marqueses de Santa Cruz. |  |  |                                                                              |                                                                              |                                                                              |                                                                              |                                                                              |                                                                              |  |  |                                                                     |                                                                     |                                                                     |                                                                     |                                                                     |                                                                     |  |  |  |  |  |  |  |  |  |  |  |  |  |  |  |  |
|                                                                                                |                                                                                                |                                                                                                |                                                                                                |                                                                                                |                                                                                                |  |  | | | | | | |  |  |                                                                      |                                                                      |                                                                      |                                                                      |                                                                      |                                                                      |  |  |                                                                                           |                                                                            |                                                                            |                                                                            |                                                                            |                                                                            |  |  | | | | | | |  |  |                                                                              |                                                                              |                                                                              |                                                                              |                                                                              |                                                                              |  |  |                                                                     |                                                                     |                                                                     |                                                                     |                                                                     |                                                                     |  |  |  |  |  |  |  |  |  |  |  |  |  |  |  |  |
| Marco de Hohenlohe, XIX duque de Medinaceli (1962-2016) Con sucesión en la casa de Medinaceli. | Marco de Hohenlohe, XIX duque de Medinaceli (1962-2016) Con sucesión en la casa de Medinaceli. | Marco de Hohenlohe, XIX duque de Medinaceli (1962-2016) Con sucesión en la casa de Medinaceli. | Marco de Hohenlohe, XIX duque de Medinaceli (1962-2016) Con sucesión en la casa de Medinaceli. | Marco de Hohenlohe, XIX duque de Medinaceli (1962-2016) Con sucesión en la casa de Medinaceli. | Marco de Hohenlohe, XIX duque de Medinaceli (1962-2016) Con sucesión en la casa de Medinaceli. |  |  | Rafael de Medina, XX duque de Feria (n. 1978) Con sucesión en la casa de Feria.                                   | Rafael de Medina, XX duque de Feria (n. 1978) Con sucesión en la casa de Feria.                                   | Rafael de Medina, XX duque de Feria (n. 1978) Con sucesión en la casa de Feria.                                   | Rafael de Medina, XX duque de Feria (n. 1978) Con sucesión en la casa de Feria.                                   | Rafael de Medina, XX duque de Feria (n. 1978) Con sucesión en la casa de Feria.                                   | Rafael de Medina, XX duque de Feria (n. 1978) Con sucesión en la casa de Feria.                                   |  |  | Luis de Medina y Abascal (n. 1980)                                   | Luis de Medina y Abascal (n. 1980)                                   | Luis de Medina y Abascal (n. 1980)                                   | Luis de Medina y Abascal (n. 1980)                                   | Luis de Medina y Abascal (n. 1980)                                   | Luis de Medina y Abascal (n. 1980)                                   |  |  |                                                                                           |                                                                            |                                                                            |                                                                            |                                                                            |                                                                            |  |  | | | | | | |  |  |                                                                              |                                                                              |                                                                              |                                                                              |                                                                              |                                                                              |  |  |                                                                     |                                                                     |                                                                     |                                                                     |                                                                     |                                                                     |  |  |  |  |  |  |  |  |  |  |  |  |  |  |  |  |